# بيل هاريس (لاعب كرة قاعدة كندي)
بيل هاريس (بالإنجليزية: William Thomas Harris)‏ هو لاعب كرة قاعدة كندي، ولد في 3 ديسمبر 1931 في Duguayville, New Brunswick ‏ في كندا، وتوفي في 28 مايو 2011 في كينويك في الولايات المتحدة.

## وصلات خارجية
- بيل هاريس على موقع دوري كرة القاعدة الرئيسي (الإنجليزية)
- بيل هاريس على موقعبيزبول رفرنس.كوم (الدوري الرئيسي) (الإنجليزية)
- بيل هاريس على موقعبيزبول رفرنس.كوم (الدوري الثانوي) (الإنجليزية)